# 兵庫県立多可高等学校
兵庫県立多可高等学校（ひょうごけんりつ たかこうとうがっこう）は、兵庫県多可郡多可町にある公立の高等学校である。定員は80名（2学級）だが、充足していない。

## 概要
校訓 - 日日新

## 沿革
- 1974年（昭和49年） 兵庫県立西脇北高等学校多可分校（全日制）として開校
- 1976年（昭和51年） 兵庫県立多可高等学校として独立
- 1984年（昭和59年） 英語コースを設置
- 2001年（平成13年） 英語コースを募集停止

## 学科
- 普通科

## 出身者
- 長谷川穂積（ボクシング世界2階級王者、2年修了で中退）
- 笑福亭瓶二(落語家)